# Aloeides apicalis
Aloeides apicalis är en fjärilsart som beskrevs av Tite och Dickson 1968. Aloeides apicalis ingår i släktet Aloeides och familjen juvelvingar. Inga underarter finns listade i Catalogue of Life.